# An-Nabk
An-Nabk (arabisch النبك, auch an-Nabek) ist eine Stadt im Gouvernement Rif Dimaschq im Südwesten von Syrien.
Die Stadt hat etwa 32.548 Einwohner (Zensus 2004). Die Mehrheit der Bewohner sind Sunniten, Syrische Katholiken oder Orthodoxe Christen.
Die Stadt liegt nördlich von Damaskus im Anti-Libanon Gebirge auf 1255 Meter Höhe. Nahe der Stadt befindet sich das christliche Kloster Dair Mar Musa al-Habaschi.
Beim Zensus im Jahr 1981 wurden 19.521 Bewohner gezählt.